# 简·弗莱明
简·弗莱明（英語：Jane Flemming，1965年4月14日—），澳大利亚女子田径运动员。她曾代表澳大利亚参加1986年、1990年和1994年英联邦运动会田径比赛，获得二枚金牌和二枚银牌。